# Regimiento n.º 45 de Infantería
El regimiento n.º 45 de Infantería (Nottinghamshire) fue un regimiento de línea del Ejército británico que luchó en numerosos conflictos en todo el mundo entre 1741 y 1881.

## Historia

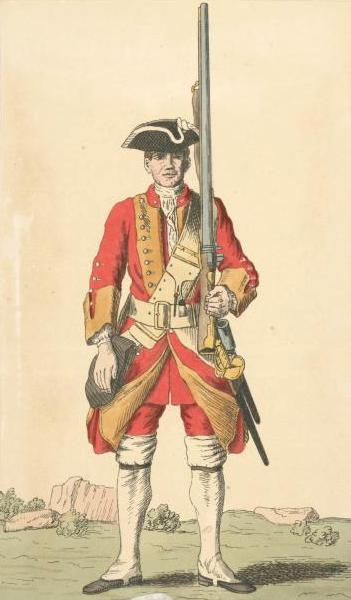
Soldado del 45.º (1742).

El regimiento fue creado en 1741 como Regimiento de Houghton con el n.º 56, por el coronel David Houghton para servir en la guerra de sucesión austriaca. Tras ser enviado a Gibraltar en 1745 al mando del coronel Warburton, fue acantonado en Nueva Escocia en 1747. En la reforma del ejército de 1751 11 regimientos fueron eliminados y el 56.º fue renumerado como regimiento n.º 45 de Infantería.

### Canadá (1758-1759)
En 1758 el regimiento luchó en la Batalla de Louisbourg, destacando en el asalto y captura de ese arsenal naval fuertemente fortificado por los franceses y obteniendo sus primeros honores en batalla. La compañía de granaderos del regimiento integró la fuerza británica que al mando de James Wolfe avanzó por el río San Lorenzo y capturó Quebec (1759).

### Estados Unidos (1776-1777)
De regreso en Gran Bretaña, fue destinado durante algunos años en Irlanda hasta que al estallar la guerra de Independencia de los Estados Unidos se unió a los refuerzos enviados a Nueva York en 1776. Participó en la Batalla de Long Island (27 de agosto de 1776) y en las principales acciones de la Campaña de Filadelfia, la Batalla de Brandywine (11 de septiembre de 1777) y Germantown (4 de octubre de 1777).

### Nottinghamshire (1783-1786)
En 1783 la unidad, reducida a menos de 100 hombres, regresó a Nottingham, donde los ciudadanos de esa localidad peticionaron para que el regimiento recibiera el nombre de "Nottinghamshire", lo que fue concedido el mismo año, reclutándose 300 hombres en el condado, gracias a la influencia de los terratenientes locales y los voluntarios de la milicia de Nottinghamshire.

### Antillas (1786-1802)
El 45.º regresó a América en 1786, siendo destinado a las Indias Occidentales. En febrero de 1791 el regimiento estaba estacionado en la isla de Grenada. Hasta 1802 al mando de Sir Charles Grey (1729-1807), 1.er Earl Grey, tomó parte de la campaña contra las islas de las Antillas francesas en el marco de las Guerras Revolucionarias Francesas, en la captura de Martinica, Dominica y Les Saintes. En dicha campaña, la fiebre amarilla causó grandes pérdidas al regimiento.

### Gran Bretaña (1802-1806)
A comienzos de 1802 recibió órdenes de incorporarse a las fuerzas destacadas en Irlanda al mando del entonces teniente coronel James Montgomerie. A comienzos de 1804 Montgomerie fue trasladado al personal en las Antillas y William Guard asumió el mando de su regimiento. En el otoño de 1805 marchó de su campamento en Curragh, Condado de Kildare, a Fermoy, para embarcarse luego en la expedición al mando de lord William Cathcart, 1.er Earl Cathcart, contra Hanover. No obstante, las noticias de la derrota en la batalla de Austerlitz, hizo que el batallón fuera desembarcado en Margate en enero de 1806 y estableciera sus cuarteles primero en Brabourne Lees, Kent, y poco después en las alturas de Shorncliffe, las que abandonaron en julio de 1806, embarcándose en Portsmouth el 24 y 25 del mismo mes para estacionarse en la Isla de Wight. El 12 de noviembre de 1806 se unieron a la expedición al mando del brigadier general Robert Crawfurd.

### Río de la Plata (1807)
Tras permanecer algunas semanas en Praia, Cabo Verde, pusieron rumbo al Cabo de Buena Esperanza donde al arribar el 20 de marzo de 1807 encontraron un bergantín de guerra con nuevas instrucciones.
El 6 de abril partieron de Ciudad del Cabo y tras reabastecerse en la isla de Santa Helena, el 26 partieron rumbo al Río de la Plata. Pese a que parte del convoy alcanzó su desembocadura en mayo, una fuerte tormenta impidió que la fuerza se reuniera hasta junio. El 14 de ese mes la división de Craufurd se unió frente a Montevideo al fuerte ejército al mando del teniente general John Whitelocke.

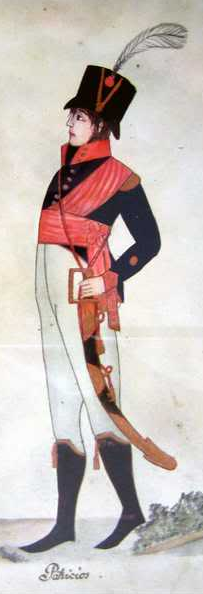
Regimiento de Patricios (1807).

En el posterior ataque sobre Buenos Aires el 45.º cumplió con sus órdenes de capturar y asegurar la Residencia, frente a la cabeza de playa del ejército británico. Días después, el 5 de julio de 1807, al iniciarse el desastroso avance sobre la ciudad de Buenos Aires, el 45.º fue asignado por el general John Lewison Gower, segundo al mando, al extremo del ala derecha de la línea británica y dividió sus fuerzas en dos columnas de 4 compañías cada una, asumiendo Guard el mando directo de la de la derecha que avanzaría por la actual calle San Juan y el mayor Jasper Nichols el de la izquierda, que atacaría por la actual calle Humberto 1.º. Sin embargo, unas cuadras después de iniciado el avance ambas columnas se reunieron al confluir las calles. Para mantener sus instrucciones Guard dio un amplio rodeo que le hizo perder momentáneamente su objetivo, la Residencia. Finalmente se reencontró con Nichols quien procedía ya a forzar la entrada del edificio. 
Dejando en sus manos consolidar la posición y tras ocupar casas vecinas, Guard tomó a su mando directo la compañía de granaderos de su regimiento para reabrir comunicaciones con la columna a su izquierda, que forzada por las circunstancias se había replegado sobre las unidades comandadas por Craufurd. En la carga que siguió por las calles defendidas por los milicianos criollos Guard recibió fuego constante hasta que se encontró con Dennis Pack en la Iglesia de Santo Domingo. Finalmente reunido con Craufurd, permaneció bajo su mando directo el resto de la jornada.
En su avance y en las subsecuentes acciones que concluyeron en la capitulación de su ejército, las pérdidas de oficiales y tropa de su unidad fueron extremadamente elevadas: en sólo tres minutos perdió 40 hombres. Guard recibió una mención honorable de su conducta en los partes oficiales.

### Península ibérica (1808-1814)
Tras la capitulación el 45.º regresó a Gran Bretaña. Después de una travesía de catorce semanas desembarcó en Cork el 27 de diciembre de 1807, pero no permaneció inactivo mucho tiempo. En julio de 1808 se reembarcó en Cork destinado a las fuerzas al mando de Wellington en la Guerra de la Independencia Española y el 1 de agosto desembarcaba en Montego Bay, al norte de Lisboa, Portugal. 
Pronto entró en acción y estuvo presente en las batallas de Roliça y Vimeiro (17 y 21 de ese mes). Sin embargo, habiendo recibido considerables refuerzos para su segundo batallón pero no el equipo necesario, el regimiento fue destinado luego al fuerte de Peniche. Tras ser trasladado a Oporto, al iniciarse la ofensiva del general Sir John Moore en territorio español, Guard recibió el mando de la importante fortaleza de Almeida en la frontera portuguesa, a la que fueron afectados el 45.º y el regimiento n.º 97 de Infantería. 
En 1809 el 45.º formó parte de la vanguardia del ejército que entró en España al mando de Wellesley. En la primera jornada de la batalla de Talavera (27 de julio) el 45.º al mando de William Guard cubrió la retirada de la vanguardia atacada duramente por los franceses. El 45.º se opuso con tal fuerza y valor a las densas columnas francesas que obtuvo el agradecimiento de su comandante y el mote de "viejos tercos" (The Old Stubborns) de parte de la tropa. Wellington dijo que "En esta ocasión la firmeza y la disciplina del 45º Regimiento fueron conspicuos". En la acción fue gravemente herido su comandante, Guard, quien tras el retiro del ejército británico fue capturado por los franceses.

=

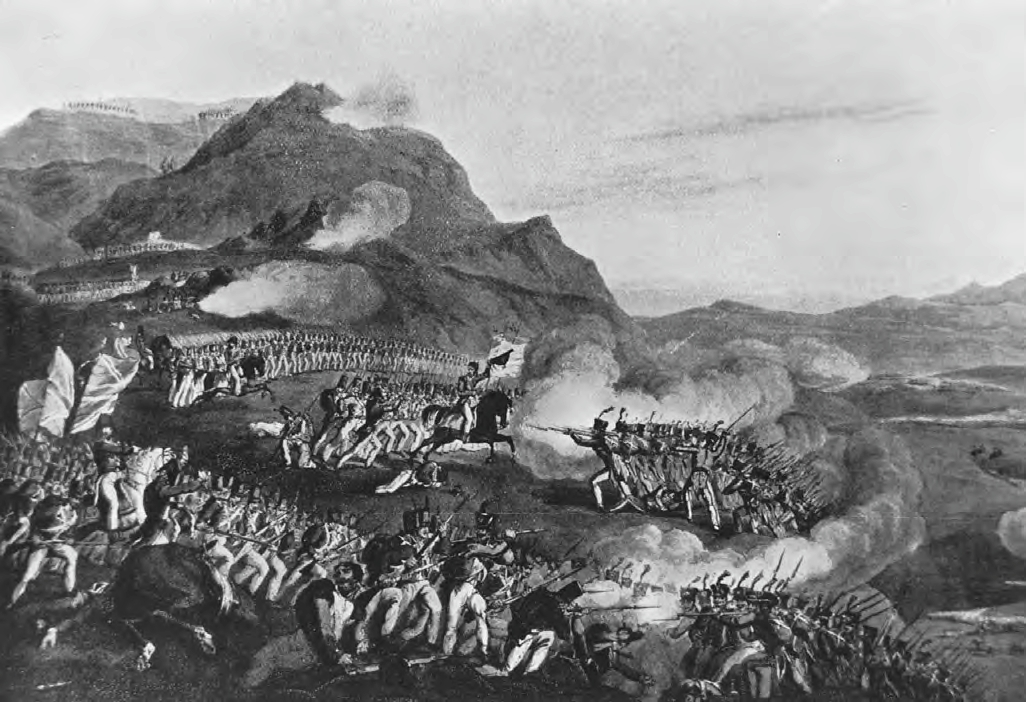
Batalla de Buçaco.

Fue también especialmente destacada su actuación en la Batalla de Buçaco (Bussaco) (27 de septiembre de 1810), donde el 45.º lideró el ataque a bayoneta contra una densa columna de las tropas enemigas que había alcanzado la cima de la colina, logrando dispersarla en desorden por las laderas. Wellington escribió en su parte que "nunca fui testigo de una carga más valiente".
En el sitio de Badajoz, un destacamento del 45.º fue el primero en tomar el castillo izando la chaqueta roja de un oficial en reemplazo de la bandera francesa, lo que se conmemora el 6 de abril de cada año en el castillo de Nottingham. 
En las batallas de Vimeiro, Fuentes de Oñoro, Ciudad Rodrigo, Salamanca, Vitoria, el paso de los Pirineos, Batalla de Nivelle, Batalla de Orthez y Toulouse, el regimiento formando parte de la 3.ª división de Thomas Picton adquirió la reputación de ser una de las mejores unidades veteranas de Wellington.
Desde la batalla de Roliça hasta el sitio de Toulousse en 1814, el regimiento ganó 13 honores en batalla.

### Campañas en Asia (1819-1838)
Al finalizar las Guerras Napoleónicas el 45.º volvió a su condado natal a reclutar reemplazos. Sirvió luego en varias campañas coloniales: lucharon en Sri Lanka (1819) y en la primera guerra anglo-birmana (5 de marzo de 1824 al 24 de febrero de 1826), campaña que agregó a sus colores la leyenda "Ava". En 1838 el regimiento regresó a la India.

### Sudáfrica (1843-1859)

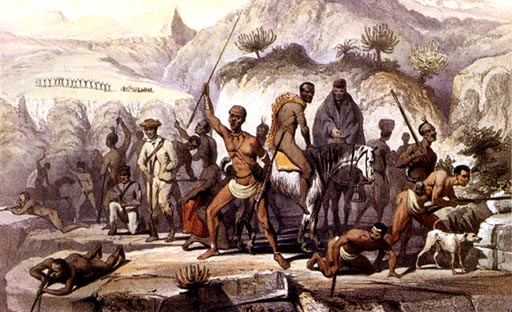
Octava guerra xhosa (1851).

En 1843 el 45.º se dividió en un primer batallón y otro de reserva. El 1.er batallón fue enviado a Sudáfrica, donde desempeñó un papel destacado en la defensa de Natal durante los disturbios bóeres y actuó en las Guerras xhosa (o Khaffir). 
El batallón de reserva estuvo asignado a Montevideo en 1846 tras lo que fue destinado también a Sudáfrica luchando también en la guerra xhosa entre 1846 y 1847) tras lo que fue reabsorbido en el 1.er batallón. Reducido el regimiento a un solo batallón sus fuerzas se distribuyeron entre la frontera oriental y Natal. Hasta 1859 permaneció en el territorio, luchando en las nuevas guerras xhosa (1851-1853) y en la expedición a través del río Orange.

### Sherwood Foresters (1866)
En 1866 recibió de la reina Victoria la denominación 45º Regimiento Nottinghamshire (Sherwood Foresters). La denominación "The Royal Sherwood Forestersy" había sido ya otorgada a la milicia de Nottinghamshire en 1813.

### Abisinia (1867-1868)

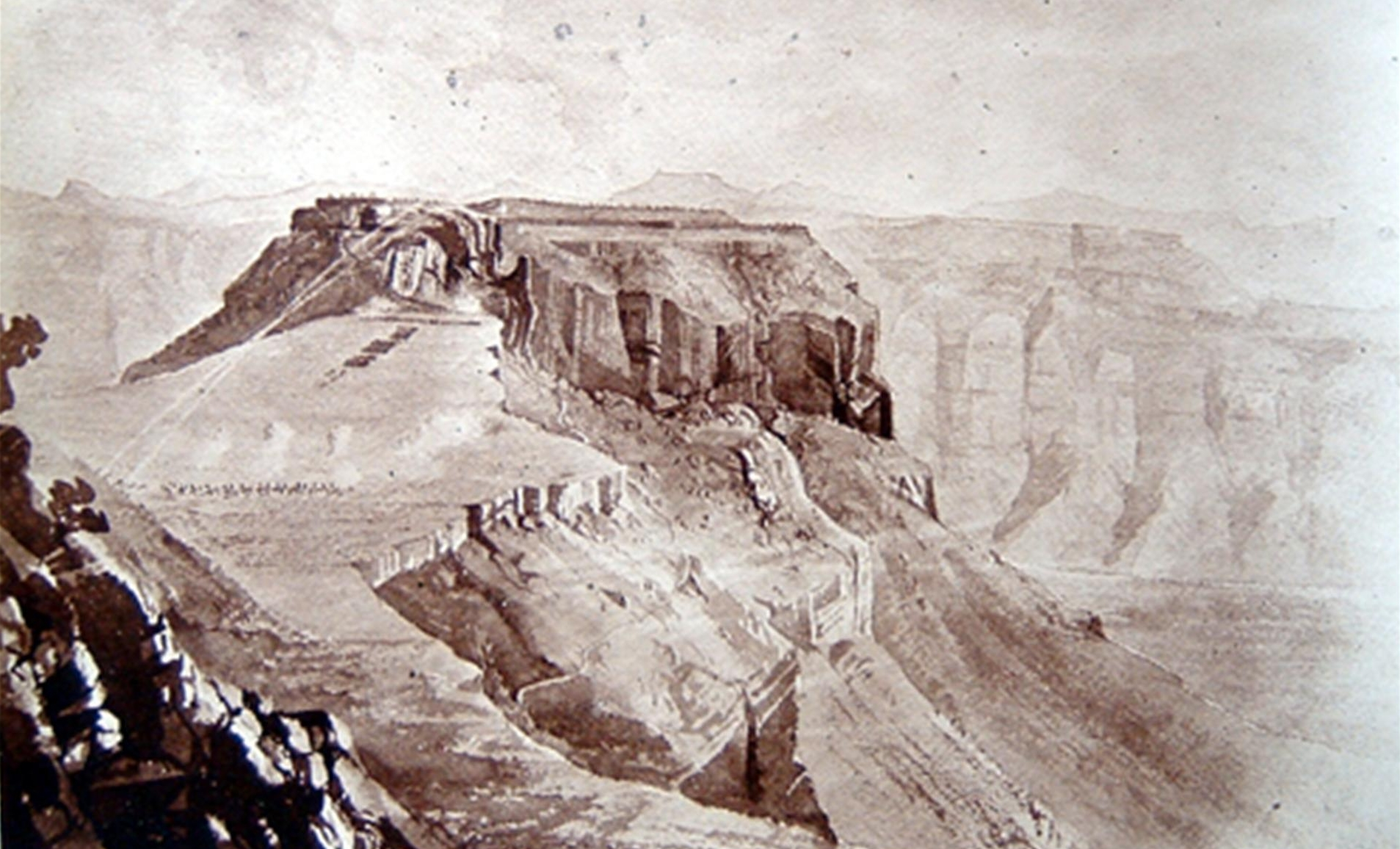
Magdala.

En 1867-1868 tomó parte en la Expedición británica a Abisinia al mando del general sir Robert Napier. En la que fue considerada una de las hazañas más notables en la historia del Ejército británico fue tomada Magdala, la capital, una ciudad fortificada encaramada en la cima de una enorme roca, con lados casi perpendiculares, y accesible solo por una de sus caras, ubicada en medio de una gran cadena montañosa a más de 600 km de la costa. Para estar presente en la batalla de Magdala, el 45.º marchó con su equipo 480 km en 24 días (unos 120 km en sólo 4 días en un paso de montaña a 3000 m de altitud).

### Fin del 45.º (1881)
Durante la reforma de Childers (1881), el 45.º fue unido al regimiento de infantería n.º 95 (Derbyshire) formando el regimiento Sherwood Foresters de Nottinghamshire y Derbyshire.
La marcha rápida del regimiento era "The young may moon".